# Jane Randolph
Jane Randolph właśc. Jane Roemer (ur. 30 października 1915 w Youngstown, zm. 4 maja 2009 w Gstaad) – amerykańska aktorka filmowa.

## Życiorys
Urodziła się w Youngstown w stanie Ohio, jako Jane Roemer. Dorastała w Kokomo w stanie Indiana. W 1939 roku przeniosła się do Hollywood z zamiarem rozpoczęcia kariery filmowej. Dostrzeżona przez Warner Bros pojawiła się w kilku produkcjach filmowych.
W 1942 roku podpisała kontrakt z RKO Pictures i zagrała w Highways by Night (1942). Sławę przyniosły jej role w filmach noir, takich jak Jealousy (1945) i Railroaded! (1947)) oraz w dwóch nisko-budżetowych horrorach Ludzie-koty (Cat People, 1942) i The Curse of the Cat People (1944). 
Jednym z jej ostatnich filmów był Abbott i Costello spotykają Frankensteina (Abbott and Costello Meet Frankenstein, 1948). W 1949 roku poślubiła Jaime Del Amo i zamieszkała Hiszpanii. Parę lat później powróciła na krótko do USA, by ostatecznie osiedlić się w szwajcarskim mieście Gstaad. Tam też zmarła, w związku z powikłaniami po złamaniu biodra.